# إينغفار بيرغ
إينغفار بيرغ (بالسويدية: Ingvar Berg)‏ هو رياضي خماسي سويدي، ولد في 10 أكتوبر 1905 في ستوكهولم في السويد، وتوفي في 2 يوليو 1993 في Haverdal ‏ في السويد.

## وصلات خارجية
- إينغفار بيرغ على موقع أوليمبيديا (الإنجليزية)
- إينغفار بيرغ على موقع اللجنة الأولمبية السويدية (السويدية)